# Соколовка (Курганская область)
Соколовка — деревня в Катайском районе Курганской области. Входит в состав Улугушского сельсовета.

## География
Расположена на краю болота Песчаное, в 10 км к юго-западу от центра сельского поселения села Улугушское.

## Население
| 1989 | 2002 | 2010 |
| ---- | ---- | ---- |
| 199  | ↘84  | ↘32  |